# Безорудько, Виктор Григорьевич
Ви́ктор Григо́рьевич Безору́дько (укр. Віктор Григорович Безорудько, 3 [16] февраля 1913, Хомутец, Полтавская губерния — 10 июля 1985, Лубны, Полтавская область) — украинский советский писатель.

## Биография
Виктор Безорудько родился 16 (3 по старому стилю) февраля 1913 года в российском селе Хомутец Миргородского уезда Полтавской губернии (сейчас в Миргородском районе Полтавской области Украины) в семье мельника.
С 1923 года вместе с семьёй жил в городе Лубны. Здесь он окончил семь классов школы. Работал на литейном производстве завода «Коммунар».
В 1929—1931 годах учился в Харьковском полиграфическом институте, но не окончил его из-за проблем со здоровьем. Во время Великой Отечественной войны пережил оккупацию, бежал из плена.
В 1933—1957 годах работал в районной газете «Червона Лубенщина». Именно здесь Безорудько под псевдонимом «Виктор Толстоевский» опубликовал первые фельетоны.
В 1955 году дебютировал с рассказом в областной газете «Заря Полтавщины». В 1956 году впервые опубликовался в украинском республиканском сатирическом журнале «Перець» и всесоюзном журнале «Крокодил». Впоследствии также печатался в журналах «Україна», «Огонёк», «Зміна», «Нева», «Дніпро».
В 1957 году опубликовал первый сборник рассказов «Онуфрий Минимум».
В 1958 году был принят в Союз писателей Украинской ССР.
Вместе с Петром Лубенским написал сценарий художественного фильма «Первый парень», снятого в 1958 году режиссёром Сергеем Параджановым на Киевской киностудии. В советском прокате фильм посмотрели около 22 миллионов зрителей.
Впоследствии выпустил книги «Феномен» (1959), «Юморески» (1961), «Соломенная шляпа» (1964), «Спасайся, кто может!» (1964). Кроме того, работал с более крупными формами: из-под пера Безорудько вышли повести «Первое свидание» (1962), «Три мушкетёра из Сухих Млинцев» (1965), «Ты меня любишь, Яша?» (1972), «Покажите Тимоше Венеру» (1983), романы «Нейтрино остаётся в сердце» (1968) и «Призрак Чёрного острова» (1975).
Произведения Безорудько переводились на русский, белорусский, болгарский, литовский, сербохорватский языки.
Жил в Лубнах по адресу: площадь Кузина, 9. Безорудько активно участвовал в общественной и культурной жизни города, помогал начинающим писателям. Увлекался футболом и рыболовством. В последние годы жизни страдал от болезни Паркинсона.
Умер 10 июля 1985 года в Лубнах в результате воспаления лёгких.

## Особенности творчества

Обложка книги Виктора Безорудько «Мушкетёры из Сухих Млинцев»

Большая часть наследия Безорудько — короткие сатирические рассказы с острым социальным или моральным конфликтом. Писатель высмеивал недостатки человеческих характеров и негативные явления советского быта, также отдал дань разоблачению капиталистических ценностей.
Одно из главных его произведений — сатирическая повесть «Три мушкетёра из Сухих Млинцев», вышедшая в 1965 году. Его главные герои — три жителя села Сухие Млинцы, которые по разным мотивам отказывались от работы в колхозе, но под влиянием внешних обстоятельств (любви, стыда и страха) всё же решились на этот шаг.
Часть произведений Безорудько основываются на фантастических сюжетах. Так, в рассказе 1959 года «Пассажиры с „Кометы“» действие происходит в Советском Союзе конца 70-х. В повести 1964 года «Спасайся, кто может!» писатель рассказывает об истерике, в которую впали жители вымышленной капиталистической страны Фёстии, услышав о выдуманной угрозе советского ядерного удара. Роман «Нейтрино остаётся в сердце» объединяет сатирическое, лирическое и фантастическое: дальний космический полёт человекоподобных роботов, любовные отношения главных героев и ироническое изображение нравов современного общества.

## Критика
Писатель Остап Вишня отмечал, что Безорудько пишет «на хорошем украинском языке, талантливо и на актуальные темы».
Писатель Владимир Малик противопоставлял творчество Безорудько эстрадным юморескам.
Он писал вполне серьёзные рассказы, повести и романы с интересными сюжетами, но с юмористическим уклоном... Он умел высмеивать черты человеческих характеров, недостатки отдельных людей и малоприятные их привычки.

### Книги на русском языке
- Феномен: Юмористические рассказы. М.: Советский писатель, 1961.
- Три мушкетера из Сухих Млинцев: Комедия в 3-х действиях с прологом. М: Отдел распространения драматических произведений ВУОАП, 1966.
- Три мушкетера из Сухих Млинцев: Юмористические повести и рассказы. М.: Советский писатель, 1966.
- Ты меня любишь, Яша?: Юмористические повести. М.: Советский писатель, 1973.

### Книги на украинском языке
- Онопрій Мінімум: Гуморески. Киев: Молодь, 1957.
- Феномен: Гуморески, оповідання. Киев: Радянський письменник, 1959.
- Гуморески. Киев: Молодь, 1961.
- Перше побачення: Гумористична кіноповість. Киев: Молодь, 1962.
- Солом'яний капелюх: Сатира і гумор. Киев: Державне видавництво художньої літератури, 1964.
- Три мушкетери з Сухих Млинців: Гумористична повість. Киев: Молодь, 1965.
- Нейтрино залишається в серці: Не дуже науковий, трохи сатиричний фантастичний роман. Киев: Молодь, 1968.
- Три мушкетери з Сухих Млинців: Гумористичні повісті. Киев: Дніпро, 1969.
- Ти мене любиш, Яшо?: Гумористична повість. Киев: Дніпро, 1971.
- Ти мене любиш, Яшо?: Лірико-гумористична детективна повість. Киев: Молодь, 1972.
- Гумористичні повісті. Киев: Дніпро, 1973.
- Привид Чорного острова: Роман. Киев: Радянський письменник, 1975.
- Рятуйся, хто може!: Гумористичні повісті та роман. Киев: Дніпро, 1981.
- Покажіть Тимошеві Венеру: Лірично-іронічна повість, гумористичні оповідання. Киев: Радянський письменник, 1983.

## Семья
Жена — Мария Иосифовна Безорудько (1914—1998).
Сын — Олег Викторович Безорудько (род. 1949).